# Карол (Небраска)
Карол (енгл. Carroll) град је у америчкој савезној држави Небраска.

## Демографија
По попису из 2010. године број становника је 229, што је 9 (-3,8%) становника мање него 2000. године.
| Група             | 2000.       | 2010.       |
| Белци             | 229 (96,2%) | 212 (92,6%) |
| Афроамериканци    | 0 (0,0%)    | 0 (0,0%)    |
| Азијати           | 0 (0,0%)    | 1 (0,4%)    |
| Хиспаноамериканци | 0 (0,0%)    | 16 (7,0%)   |
| Укупно            | 238         | 229         |